# Красноярский сельсовет (Уфимский район)
Красноярский сельсовет — муниципальное образование в Уфимском районе Башкортостана.
Административный центр — село Красный Яр.

## История
Согласно Закону о границах, статусе и административных центрах муниципальных образований в Республике Башкортостан имеет статус сельского поселения.
2004 год
Закон Республики Башкортостан от 17 декабря 2004 г. № 125-з «Об изменениях в административно-территориальном устройстве Республики Башкортостан, изменениях границ и преобразованиях муниципальных образований в Республике Башкортостан», статья 1. «Изменения в административно-территориальном устройстве Республики Башкортостан», п.п. 54, 81 гласит:

54. Изменить границы следующих сельсоветов Уфимского района, Уфимского района, города Уфы, следующих территориальных единиц города Уфы согласно представленной схематической карте, передав часть территорий территориальных единиц города Уфы в состав территорий сельсоветов Уфимского района:
- 101 га Ленинского района города Уфы в состав территории Красноярского сельсовета Уфимского района;
- 330 га Ленинского района города Уфы в состав территории Таптыковского сельсовета Уфимского района;
- 22 га Ленинского района города Уфы в состав территории Михайловского сельсовета Уфимского района;
- 53 га Ленинского района города Уфы в состав территории Дмитриевского сельсовета Уфимского района;
- 79 га Ленинского района города Уфы в состав территории Николаевского сельсовета Уфимского района;
- 21 га Ленинского района города Уфы в состав территории Шемякского сельсовета Уфимского района;
- 100 га Ленинского района города Уфы в состав территории Кармасанского сельсовета Уфимского района

81. Изменить границы Красноярского и Алексеевского сельсоветов Уфимского района согласно представленной схематической карте, передав часть территории площадью 2053 га Красноярского сельсовета Уфимского района в состав территории Алексеевского сельсовета Уфимского района. 

## Население
| 2002  | 2009  | 2010  | 2012  | 2013  | 2014  | 2015  |
| ----- | ----- | ----- | ----- | ----- | ----- | ----- |
| 3604  | ↗3938 | ↗3961 | ↗4073 | ↗4155 | ↗4438 | ↗4466 |
| 2016  | 2017  | 2018  |       |       |       |       |
| ↗4499 | ↗4620 | ↗4631 |       |       |       |       |

## Состав сельского поселения
| № | Населённый пункт  | Тип населённого пункта       | Население |
| - | ----------------- | ---------------------------- | --------- |
| 1 | Красный Яр        | село, административный центр | ↘1615     |
| 2 | Чернолесовский    | село                         | ↗1118     |
| 3 | Кумлекуль         | село                         | ↘748      |
| 4 | Горново           | село                         | ↗221      |
| 5 | Опытное Хозяйство | деревня                      | ↗149      |
| 6 | Черновский        | деревня                      | ↗60       |
| 7 | Якшиваново        | деревня                      | ↘32       |
| 8 | Карюгино          | деревня                      | ↘16       |
| 9 | Лавочное          | село                         | →2        |

## Достопримечательности
- Дом-музей 25-й Чапаевской дивизии — музей с экспозицией по быту удельного крестьянства Башкортостана конца XIX - начала XX веков. Здание музея является свидетелем событий Гражданской войны, было построено в 1880 г. В здании размещались штаб и полевой лазарет 25-й Чапаевской дивизии с 2 по 7 июня 1919 года. Рядом с музеем сохранены два дома постройки XIX века[17][18][19].
- Русский историко-культурный центр «Красный Яр» — создан с целью сохранения и возрождения традиционных форм жизнедеятельности местного населения, промыслов, обрядов, фольклора, пропаганды культурного и исторического наследия, сохранение и развитие творческого потенциала русских Республики Башкортостан. Включает в себя: Троицкая церковь XIX века, Дом-музей  25-й Чапаевской дивизии, Обелиск воинам на территории парка, Музей русской культуры «Русская горница»[20][21].